# Scleronychophora
Los escleronicóforos (Scleronychophora) o lobópodos blindados son un orden de lobópodos xenusios que poseen una robusta armadura dorsal de placas pareadas.

## Sistemática
Poinar, en un trabajo del año 2000, distingue cinco géneros agrupados en tres familias:
- Familia Eoconchariidae Hou & Shu, 1987 - Unos diez segmentos con lobópodos pareados, cabeza pequeña, escleritos de forma variada a lo largo del cuerpo, garras curvas en el extremo de lobópodos anillados; boca y ano en posición terminal.
  - Microdictyon Bengtson et al., 1989
  - Quadratapora Hao & Shu, 1987
  - Fusuconcharium Hao & Shu, 1987
- Familia Hallucigeniidae Conway Morris, 1977 - Unos diez segmentos con lobópodos, escleritos alargados cubriendo la cabeza, cada segmento cubierto por escleritos con forma de largas espinas.
  - Hallucigenia Conway Morris 1977 - de Chengjiang, Kaili y Burgess Shale[3]
- Familia Cardiodictyidae Hou & Bergstrom, 1995 - segmentos numerosos (~23); cabeza cubierta por grandes escleritos; escleritos hexagonales en cada segmento.
  - Cardiodictyon Hou et al., 1991 -de Chengjiang[3]